# Lijst van Nederlandse spreekwoorden K-O
Hieronder staat een lijst van spreekwoorden met steekwoorden die beginnen met een letter in de serie K-O.
| Spreekwoorden       |
| A-E F-J K-O P-U V-Z |

| Uitdrukkingen en gezegden |
| A-E F-J K-O P-U V-Z       |

## kaars
De kaars uit, de schaamte uit.
Men is vaak alleen zo lang fatsoenlijk als men door anderen gezien wordt.
Geen zo kleine sant, of hij wil zijn kaars hebben.
Men moet ook de mindere machten ontzien en gunstig stemmen.
Iedere heilige komt zijn kaarsje toe.
Bij gemeenschappelijke arbeid verdient iedereen een beetje van de eer.
Wat baten kaars en bril, als de uil niet zien en wil?
Zie: uil.

## kaart
De gekken (en de hoeren) krijgen/trekken de kaart.
Het geluk helpt de onverstandigen of de dommen.
De kaart is gekeerd.
De kans is gekeerd.

## kalf
Als het kalf verdronken is, dempt men de put.
Ook: Te laat de put gevuld, als 't kalf verdronken is.
Zie: put

## kan
Wie het onderste uit de kan wil hebben, krijgt het lid/deksel op zijn neus.
Als je tot het uiterste wil gaan om alles voor jezelf te krijgen, kun je onaangename ervaringen opdoen.

## kat
Als de kat van huis is, dansen de muizen (op tafel).
Als de toezichthouder ontbreekt, wordt er een dolle boel van gemaakt.
Een kat in het nauw maakt rare sprongen.
Iemand die geen uitweg ziet kan soms onvoorzien handelen.
Als katjes muizen, mauwen ze niet.
Als de jongelui aan het eten zijn, zijn ze lekker rustig!
Om der wille van de smeer, likt de kat de kandeleer.
Mensen doen dikwijls heel gedienstig, om er zelf voordeel van te krijgen. (Het lijkt alsof de kat ijverig aan het poetsen is, maar hij doet het voor eigen voordeel.)
Het eerste gewin is kattengespin.
Men moet zich niet te zeer verheugen over de eerste winst; die kan gemakkelijk weer verloren gaan.
't Is gelijk of men van de kat of de kater gebeten wordt.
Ook: 't Is gelijk of men van (of door) de kat of de hond gebeten wordt.
Het maakt niet uit hoe of waardoor je benadeeld bent geweest.

## kerk
Waar God een kerk bouwt, bouwt de duivel een café.
Aan elk voordeel is een nadeel gekoppeld
Wie plast tegen de kerk, gaat gevaarlijk te werk.
Een wandaad kan verstrekkende gevolgen hebben.

## kind
Kinderen en dronkaards spreken de waarheid.
Ze zeggen wat ze vinden, ze zijn ongeremd.
Kinderen die vragen, worden overgeslagen.
Brutale kinderen die altijd overal om vragen, worden genegeerd.
Soms aangevuld met: Maar kinderen die zwijgen, zullen ook nooit wat krijgen.

## kip
Een kale kip kan nog leggen.
Iemand die niets heeft, kan nog voor je werken.
Van een kale kip kan je niet plukken.
Van iemand die niets meer te verliezen heeft, is het zinloos nog betaling of andere zaken op te eisen.

## klagen
Klagers hebben geen nood en pochers hebben geen brood.
Zowel klagers als pochers kunnen de zaken nogal eens overdrijven.

## klein
Wie het kleine niet eert, is het grote niet weerd.
Parodie: Wie het kleine niet leert, doet het grote verkeerd.
Je moet waardering hebben voor de kleine dingen in het leven.

## kleren
De kleren maken de man.
Iemands kleding bepaalt het aanzien dat hij krijgt.

## klok
Hij heeft de klok wel horen luiden, maar weet niet waar de klepel hangt.
Hij heeft een gerucht opgevangen, doch weet er het fijne niet van.
Zoals het klokje thuis tikt, tikt het nergens.
Het is nergens zo goed als thuis.
Een kapotte klok duidt tweemaal daags de juiste tijd aan.
Een dom persoon kan af en toe toch gelijk hebben.

## koe
Er is geen koe zo bont, of er zit wel een vlekje aan.
Niemand is perfect, iedereen heeft wel iets niet moois of iets waar hij niet zo goed in is.

Die pleit om een koe, geeft er een toe.
In sommige juridische conflicten is de enige die voordeel behaalt: de advocaat.

## kok
Het zijn niet enkel koks, die lange messen dragen.
Ook: Het zijn niet allen koks, die lange messen dragen.
Vertrouw niet iedereen; sommige mensen zijn gevaarlijk.
Uiterlijk vertoon is nog geen bewijs van iemands geschiktheid.
Hij heeft de kok wel horen fluiten, maar weet niet waar de lepel hangt.
Parodie op: Hij heeft de klok wel horen luiden, maar weet niet waar de klepel hangt.
Hij merkt dat er iets gedaan moet worden, maar weet niet hoe.
Honger is de beste kok.
Wanneer men honger heeft, smaakt alles goed.
Veel koks bederven de brij.
Ook: Veel koks verzouten de brij.
Te veel verschillende raadgevingen volgen kan schadelijk zijn.
Er is nog nooit een kok gevonden die koken kan voor alle monden.
Je kunt het niet iedereen naar de zin maken.

## kost
De kost gaat de baat vooruit.
Ook: De kost gaat voor de baat uit. Of mv.: De kosten gaan voor de baten uit.
Je moet eerst kosten maken om er later voordeel van te hebben. Toepassing: investeren; nut van politieke instellingen.
(Spreuk geschreven door Titus Maccius Plautus (254-184 v.Chr.); uit zijn toneelstuk genaamd Asinaria. Originele tekst in het Latijn: Necesse est facere sumptum, qui quaerit lucrum.)

## kraai
Een vliegende kraai vangt/vindt altijd wat.
Als je er maar op uit gaat, vind je altijd wel wat in je voordeel.

## krentenbol
Het leven is net een krentenbol, met af en toe een hard stukje.
Het leven is niet een en al geluk maar kent soms ook tegenslag.

## kruik
De kruik gaat zo lang te water tot ze barst.
Ook: De kruik gaat zo lang te water tot ze breekt.
Als men steeds risico's blijft nemen, gaat het een keer mis.

## kruimeltjes
Kruimeltjes zijn ook brood.
Kleinigheden kunnen ook belangrijk zijn.

## kuil
Wie een kuil graaft voor een ander, valt er zelf in.
Wie een ander probeert te benadelen kan het slachtoffer van zijn eigen kwaadwillige opzet worden.

## laat
Beter laat dan nooit.
Wie iets niet op tijd gedaan heeft, maakt het gedeeltelijk goed door het alsnog te doen.

## lachen
Wie het laatst lacht, lacht het best.
Een overwinning is zonder betekenis als de tegenstander daarna de eindoverwinning behaalt.
Een dag niet gelachen is een dag niet geleefd.
Elke dag zou minstens één vreugdevol moment moeten kennen. — (toegeschreven aan Harry Touw)

## ladder
Om een ladder te beklimmen begin je met de onderste sport.
(Vergelijk met bijvoorbeeld Haastige spoed is zelden goed.)

## land
's Lands wijs, 's lands eer.
Ieder volk is gehecht aan zijn eigen gewoonten, hoewel anderen ze maar raar vinden.
(Wijs is hier: wijze, gewoonte.)

## ledigheid
Ledigheid is des duivels oorkussen.
Als er niets te doen is, vervalt men al snel in het doen van slechte dingen.

## lekker
Lekker is maar één vinger lang.
Oppervlakkige genoegens geven ook maar een betrekkelijke voldoening.

## leren
Jong geleerd, oud gedaan.
Wat men op jonge leeftijd leert, houdt men lang vast.

## leugen
Al is de leugen nog zo snel, de waarheid achterhaalt ze wel.
Een leugen lijkt soms het beoogde doel te bereiken, maar wordt ten slotte toch als leugen ontmaskerd. — (Jacob Cats: "Al is de leugen wonder snel, de waerheyt achterhaelt se wel.")
Leugens hebben korte benen.
Eenzelfde betekenis als hierboven: leugens komen altijd uit.

## leven
Wie dan leeft, wie dan zorgt.
Geen zorgen maken over de toekomst.
Zolang er leven is, is er hoop.
Hoe slecht het ook staat, zolang nog niet alles verloren is, kan alles nog goed komen.

## liefde
De liefde van de man gaat door de maag.
Mannen houden van de vrouwen die lekker kunnen koken.

## liever
Liever is een boek.
Niet elke gril kan worden ingewilligd (gezegd door ouders aan een kind dat zegt: "Ik heb liever ..."). Vlaams spreekwoord. In het Frans betekent “un livre” een boek. Vgl. wil(g).

## liggen
Als je alles van tevoren weet, ga je liggen voor je valt.
Het heeft geen zin zich na afloop te beklagen over gebrek aan voorkennis. (Meestal in antwoord op klachten als "Als ik dat van tevoren geweten had.")

## lijden
Een mens lijdt dikwijls het meest door het lijden dat hij vreest.
(doch dat nooit op zal dagen. Zo heeft men meer te dragen, dan God te dragen geeft.)

## loodje
De laatste loodjes wegen het zwaarst.
Het einde van een taak schijnt moeilijker dan het begin.

## lucht
Beter één vogel in de hand, dan tien in de lucht.
Zie: vogel

## maan
Als de maan vol is schijnt ze overal.
Als iemand gelukkig is, kan iedereen dat zien.

## maart
Maart roert zijn staart.
In maart kan het nog stormachtig weer zijn.

## malen
Wie het eerst komt, het eerst maalt.
Het wordt toegekend aan degene(n) die het eerst komt.

## man
Een man een man, een woord een woord.
Doen wat je zegt, zijn beloftes nakomen.

## markt
Bij het scheiden van de markt leert men de kooplui kennen.
Achteraf ontdekt men wat men aan iemand heeft.

## mei
In mei leggen alle vogeltjes een ei.
In het voorjaar komen veel vogelsoorten ertoe, gedreven door hun instinct, eieren te gaan leggen.
(Soms aangevuld met: Behalve de koekoek en de griet, die leggen in de meimaand niet.)

## melk
Als het melk regent, staan mijn schotels omgekeerd.
Wanneer ergens iets voordeligs te verkrijgen valt, loop ik het steevast mis.

## menen
Menen ligt dicht bij Kortrijk (maar verre van Waregem).
Iets menen is niet genoeg; je moet er zeker van zijn.
(Dit zeldzame spreekwoord wordt in Oost- en West-Vlaanderen soms gebruikt als ironische reactie wanneer iemand iets meent te weten, door te verwijzen naar de stad Menen, die ver van Waregem, dus de waarheid, vandaan ligt.)

## meten
Door meten tot weten.
Het beredeneren van waarheden is niet voldoende; metingen zullen moeten uitwijzen of een theorie klopt. Motto van Heike Kamerlingh Onnes, vaak ook weergegeven als "meten is weten".
Met passen en met meten wordt de meeste tijd versleten.
Voorbereidingen zijn dikwijls het meest tijdrovend onderdeel van een taak.
Meten is weten, gissen is missen.
Je kunt beter afmetingen meten dan schatten.

## monnik
Gelijke monniken, gelijke kappen.
Iedereen die tot een bepaalde groep behoort moet ook gelijk behandeld worden.

## morgen
De morgenstond heeft goud in de mond.
Vroeg opstaan biedt voordelen.
Geen zorgen voor de dag van morgen.
Maak je nu nog niet druk over mogelijke toekomstige problemen. Ontleend aan de Bijbel: "Maakt u dan niet bezorgd tegen de dag van morgen, want de dag van morgen zal zijn eigen zorgen hebben; elke dag heeft genoeg aan zijn eigen kwaad."
Morgen gaat het beter.
Nu gaat het misschien nog slecht, maar morgen zal dat veranderen.
Morgen is er wéér een dag.
Het geeft niet dat een taak vandaag niet is afgemaakt want men kan er de volgende dag mee verder.
Morgen komt nooit.
Als je iets niet meteen doet, loop je het risico dat het nooit meer gebeurt.

## mosterd
Dat is mosterd na de maaltijd.
Wordt gezegd van een opmerking of handeling die te laat komt en niets toevoegt.

## muis
Dat muisje krijgt nog wel een staartje.
Die gebeurtenis is nog niet klaar, er zal nog een nasleep van komen.

## muur
Men kan niet door een muur lopen, behalve als er een deur in zit.
Dingen kunnen alleen gedaan worden als er een reële kans toe is.

## neus
Wie zijn neus schendt, schendt zijn aangezicht.
Een klein foutje kan een groot geheel te schande maken.
Oorspronkelijk: wie schande spreekt van zijn bloedverwanten, moet zelf meedelen in de schande.
Met zijn neus in de boter vallen
Geluk hebben

## nooit
Langs de straat van straks komt men aan het huis van nooit.
Een belofte wordt niet altijd nagekomen.

## nood
Als de nood het hoogst is, is de redding (het meest) nabij.
Als je het meeste behoefte aan iets hebt, zal het niet meer lang duren voor dit er daadwerkelijk is.
Nood breekt wet.
Als het nodig is, mag je ook wel tegen de regels in gaan.
In nood leert men zijn vrienden kennen.
Wanneer men in de problemen zit wordt duidelijk welke vrienden daadwerkelijk iets voor je willen betekenen.
Van de nood een deugd maken.
Je aan de (verslechterde) omstandigheden aanpassen en ze benutten.

## onbekend
Onbekend maakt onbemind.
Iets wat weinig mensen kennen, wordt ten onrechte weinig gewaardeerd.

## ongeluk
Een ongeluk zit in een klein hoekje.
Kleine dingen waar je niet op let, kunnen toch tot ongelukken leiden.
Een ongeluk komt zelden (ook: nooit) alleen.
Als er iets misgaat, gaat er vaak nog meer mis.
Een ongeluk komt te paard en gaat te voet.
Een ongeluk is snel gebeurd, maar de gevolgen slepen lang aan.

## onkruid
Onkruid vergaat niet.
Verderfelijke personen zijn niet te bestrijden.
Wie zijn eigen tuintje wiedt, ziet het onkruid van een ander niet.
Wie zich met zijn eigen zaken bezighoudt, stoort zich niet aan andermans fouten.

## olie
Een goede naam is beter dan olie.
Een goede naam (reputatie) is beter dan veel geld (olie) bezitten.
Alleen een piepend wiel krijgt olie.
Door zich opvallend te gedragen bekomt men aandacht.
Eén druppel olie in de zee zie je niet.
Een kleine hoeveelheid valt niet op in het grote geheel.

## oog
Het oog wil ook wel wat.
Het uiterlijk van iets speelt ook een rol.
Oog om oog en tand om tand.
Zelfs met verlies van eigen leven terugvechten bij geleden onrecht.
Dit spreekwoord refereert aan een oudtestamentische wet (Exodus 21:24, Leviticus 24:19-20, Deuteronomium 19:21, gecorrigeerd door de naastenliefde gepredikt door Jezus volgens Mattheüs 5:38-39: ...Maar Ik zeg u, de boze niet te weerstaan, doch wie u een slag geeft op de rechterwang, keer hem ook de andere toe.

Uit het oog, uit het hart.
Zie: hart.

## oortje
Kijken alsof je je laatste oortje versnoept hebt.
Sip kijken. Logisch als je niks meer hebt.
Wie voor het oortje geboren is, zal tot de stuiver niet geraken.
Wie in een lage sociale klasse geboren is, zal niet in een hogere sociale klasse terechtkomen. Zie ook dubbeltje (2)

## overdaad
Overdaad schaadt.
Te veel is slecht.